# Tryonia clathrata
Tryonia clathrata là danh pháp hai phần của một loài ốc nước ngọt từ rất nhỏ đến nhỏ có nắp, là động vật thân mềm chân bụng sống dưới nước trong họ Hydrobiidae. Đây là loài đặc hữu của Hoa Kỳ.